# Sebastian Steblecki
Sebastian Steblecki (Krakau, 16 januari 1992) is een Pools voetballer die als middenvelder speelt. Hij staat onder contract bij SC Cambuur.

## Carrièrestatistieken
| Seizoen                        | Club            | Land            | Competitie      | Competitie | Competitie | Beker | Beker | Internationaal | Internationaal | Overig | Overig | Totaal | Totaal |
| Seizoen                        | Club            | Land            | Competitie      | Wed.       | Dlp.       | Wed.  | Dlp.  | Wed.           | Dlp.           | Wed.   | Dlp.   | Wed.   | Dlp.   |
| ------------------------------ | --------------- | --------------- | --------------- | ---------- | ---------- | ----- | ----- | -------------- | -------------- | ------ | ------ | ------ | ------ |
| 2011/12                        | Cracovia Kraków | Polen           | Ekstraklasa     | 7          | 1          | 0     | 0     | 0              | 0              | 0      | 0      | 7      | 1      |
| 2012/13                        | Cracovia Kraków | Polen           | I liga          | 26         | 0          | 2     | 0     | 0              | 0              | 0      | 0      | 28     | 0      |
| 2013/14                        | Cracovia Kraków | Polen           | Ekstraklasa     | 31         | 1          | 0     | 0     | 0              | 0              | 0      | 0      | 31     | 1      |
| 2014/15                        | Cracovia Kraków | Polen           | Ekstraklasa     | 5          | 0          | 0     | 0     | 0              | 0              | 0      | 0      | 5      | 0      |
| 2014/15                        | SC Cambuur      | Nederland       | Eredivisie      | 11         | 2          | 3     | 2     | 0              | 0              | 0      | 0      | 14     | 4      |
| 2015/16                        | SC Cambuur      | Nederland       | Eredivisie      | 2          | 0          | 0     | 0     | 0              | 0              | 0      | 0      | 2      | 0      |
| Carrière totaal                | Carrière totaal | Carrière totaal | Carrière totaal | 82         | 4          | 5     | 2     | 0              | 0              | 0      | 0      | 87     | 6      |
| Bijgewerkt op 23 december 2015 |                 |                 |                 |            |            |       |       |                |                |        |        |        |        |

## Interlandcarrière
Op 6 september 2013 maakte hij zijn debuut bij Polen –21 in de met 3–1 verloren wedstrijd tegen Zweden –21. In totaal speelde Steblecki drie interlands voor Jong Polen.
| Interlands van Sebastian Steblecki voor Polen –21 | Interlands van Sebastian Steblecki voor Polen –21 | Interlands van Sebastian Steblecki voor Polen –21 | Interlands van Sebastian Steblecki voor Polen –21 | Interlands van Sebastian Steblecki voor Polen –21 | Interlands van Sebastian Steblecki voor Polen –21 |
| No.                                               | Datum                                             | Wedstrijd                                         | Uitslag                                           | Soort Wedstrijd                                   | Doelpunten                                        |
| Als speler bij Cracovia Kraków                    | Als speler bij Cracovia Kraków                    | Als speler bij Cracovia Kraków                    | Als speler bij Cracovia Kraków                    | Als speler bij Cracovia Kraków                    | Als speler bij Cracovia Kraków                    |
| ------------------------------------------------- | ------------------------------------------------- | ------------------------------------------------- | ------------------------------------------------- | ------------------------------------------------- | ------------------------------------------------- |
| 1.                                                | 6 september 2013                                  | Zweden – Polen                                    | 3 – 1                                             | Kwalificatie EK –21 2015                          | 0                                                 |
| 2.                                                | 10 september 2013                                 | Portugal – Polen                                  | 6 – 1                                             | Vriendschappelijk                                 | 0                                                 |
| 3.                                                | 12 oktober 2013                                   | Polen – Zweden                                    | 2 – 0                                             | Kwalificatie EK –21 2015                          | 0                                                 |